# Coquillettomyia serratospina
Coquillettomyia serratospina är en tvåvingeart som beskrevs av Grover 1979. Coquillettomyia serratospina ingår i släktet Coquillettomyia och familjen gallmyggor. Inga underarter finns listade i Catalogue of Life.